# Taos Pueblo (Buch)
Taos Pueblo ist ein Buch von Ansel Adams und Mary Hunter Austin. Es wurde ursprünglich 1930 veröffentlicht und war ein wegweisendes Werk in der Kunst-Fotografie von Adams. Als bahnbrechendes Werk markiert es den Übergang von Adams’ piktorialistischen Fotografien zu signatur-artigen scharf-fokussierten Bildern der Landschaft des amerikanischen Westens und hat das Taos Pueblo als namengebendes Thema. Die Qualität der Bilder und die Stellung in der Entwicklung von Adams’, haben dazu geführt, dass es als „ein erstaunlich ergreifendes Meisterwerk“ (an astonishingly poignant…masterpiece) bezeichnet wurde und als die „größte bildliche Repräsentation des Amerikanischen Westens“ (the greatest pictorial representation of the American West).

## Santa Fe
Im Frühjahr 1929 reiste Adams mit seiner Frau nach New Mexico, um dort Landschaft zu fotografieren und mit Freunden zu erleben. In Santa Fe (New Mexico) verbrachten sie fast zwei Monate bei der Schriftstellerin Mary Hunter Austin und schon bald vereinbarten Adams und Austin, dass sie gemeinsam ein Buchprojekt über die Umgebung von Santa Fe gestalten würden. Austin stellte Adams ihrer Freundin und Mäzenin Mabel Dodge Luhan vor, deren Mann Tony Lujan ein Mitglied des Taos Tribal Council (Taos-Stammesrats) war. Durch Lujans Vermittlung erhielt Adams die Erlaubnis von den Taos-Indianern in der Umgebung des damals relativ unbekannten Taos Pueblo zu fotografieren.
Nach dem Fotografieren einiger Probe-Fotografien schrieb Adams seinen Freund und Patron Albert Bender an, der schon vorher Adams’ erstes Portfolio Parmelian Prints of the High Sierras produziert hatte. Bender stimmte dem Werk enthusiastisch zu und nahm Kontakt mit seinen Freunden bei Grabhorn Press auf wegen des Druckes. Adams und Austin arbeiteten unabhängig an ihren jeweiligen Beiträgen zum Buch; sie bekamen noch nicht einmal die jeweiligen Arbeiten zu Gesicht, bis das Buch für den Druck fertig war. Adams behauptete allerdings, dass er die letzte Auswahl seiner Bilder so zusammenstellte, dass sie zu Austins Prosa passten, und man sagt, dass deswegen ihr Text teilweise „die derben Wiederholungen der Pueblo-Architektur spiegelte“ (mirrored the sturdy repetitions of the pueblo architecture).

## San Francisco de Asis Mission Church
Trotz des Titels entstand eines der prägnantesten Bilder des Buches an der San Francisco de Asis Mission Church, die kein Teil des Pueblos selbst ist, sondern in mehreren Kilometern Entfernung steht. Adams war gefesselt von den massiven Mauern und Strebewerk der Kirche und bezeichnete sie als „eher einen Auswuchs der Erde als ein Objekt, welches auf der Erde erbaut wurde.“ (seem an outcropping of the earth rather than merely an object constructed upon it) Zu gleicher Zeit war die Kirche ein Symbol des schwelenden kulturellen Konflikts in dem Gebiet zwischen den Indianern und den Hispanics; die katholische Kirche war in indianischem Stil erbaut worden und repräsentierte das Überleben der Kultur der Taos-Indianer durch kulturelle Adaptation aus Notwendigkeit.

## Spezialpapier
Obwohl Taos Pueblo als Buch veröffentlicht wurde, sind die Illustrationen echte Abzüge von Fotografien, die von Adams von Hand hergestellt wurden. Adams bestand darauf, dass das Buch eine durchgehend einheitliche Erscheinung haben sollte und um diesen hohen Ansprüchen zu genügen wurde ein Spezialpapier hergestellt, dass sowohl für die Texte als auch für die Fotografien benutzt wurde. Adams erhielt Unterstützung von Will Dassonville, einem Freund und Hersteller von Fotopapieren im Bay Area. Dassonville bestellte ein Papier in warmer Farbtönung auf Basis von Hadern aus einer Papiermühle in Neuengland und teilte die Lieferung in zwei Stapel. Der eine ging an Grabhorn Press für die Textseiten und der andere wurde von Dassonville mass-beschichtet mit einer Silberbromid-Emulsion. Adams konnte so seine Abzüge direkt auf das Papier fertigen, wodurch eine außergewöhnliche Farbabstufung und eine matte Oberfläche erreicht wurde. Im Laufe mehrerer Monate im Herbst 1929 fertigte Adams persönlich ca. 1.300 Abzüge für das Buch.

## Ausgaben
Das Buch wurde in einer limitierten Edition von 100 signierten und nummerierten Exemplaren hergestellt, plus acht Künstlerexemplaren, wobei jedes Exemplar zwölf Originalabzüge enthielt. Bender setzte den Preis auf $75 pro Exemplar, was in der Zeit der Weltwirtschaftskrise besonders hoch war, wenn man das durchschnittliche Jahreseinkommen einer amerikanischen Familie auf $1.300 ansetzt. Bender zielte jedoch auf seine reichen Freunde und innerhalb von zwei Jahren war die Edition ausverkauft. Bender witzelte: „Ich sehe in den Börsenberichten nur Ansel Adams Fotografien als Handelsobjekt, das im Wachstum begriffen ist.“
In Kooperation mit Adams veröffentlichte 1977 die New York Graphic Society eine Faksimileedition des Originals, in der Tiefdrucke anstatt der originalen Fotografien verwendet wurden. Diese Edition wurde in einer limitierten Edition von 950 Exemplaren mit Signatur von Adams verkauft. Im Nachwort der Edition schrieb der Fotografiehistoriker Weston Naef:

„Bei Taos Pueblo sehen wir ein Bekenntnis zu Licht und Form als essentielle Baumaterialien des Bildes. Jede Aufnahme wurde im hellsten Sonnenlicht gemacht, was wiederum tiefe Schatten erzeugte. Sonnenlicht und Schatten sind zu gleicher Zeit Freund und Feind des Fotogafen. Kein Film und kein Fotoabzug kann die beiden Extreme strahlender Sonne und tiefen Schattens gleich gut abbilden, und als Resultat entsteht oft ein unglücklicher farblicher Kompromiss. Reiche Schattendetails werden hier zugleich mit feinen Glanzlichtern umgesetzt in einer Art, die Adams’ natürlichen Sinn für die schwierigsten technischen Probleme des Mediums und ihre Lösung beweisen.“

Im September 2011 wurde ein Exemplar der Edition von 1930 für $85.000 versteigert. 2014 boten Antiquariate die originale für $65.000 und $75.000 an und die Faksimile für $1.500 und $3.000.